# Dexia flavipes
Dexia flavipes là một loài ruồi trong họ Tachinidae.